# Elimia fusiformis
Elimia fusiformis foi uma espécie de gastrópodes da família Pleuroceridae.
Foi endémica dos Estados Unidos da América.